# California City
California City ist eine Stadt im Kern County im US-Bundesstaat Kalifornien, Vereinigte Staaten. Das U.S. Census Bureau hat bei der Volkszählung 2020 eine Einwohnerzahl von 14.973 ermittelt. Das Stadtgebiet hat eine Größe von 527,4 km² und ist damit flächenmäßig die drittgrößte Stadt Kaliforniens.

## Geschichte
California City hat seine Ursprünge im Jahr 1958, als Immobilienentwickler und Soziologieprofessor Nat Mendelsohn 80.000 Acres (320 km²) Land in der Mojave-Wüste kaufte, um die nächste Großstadt Kaliforniens zu planen. Er entwarf eine Musterstadt um einen zentral gelegenen Park mit einem 11 Hektar großen künstlichen See. Er erhoffte sich, dass sie eines Tages Los Angeles den Rang ablaufen würde. Das Wachstum blieb jedoch deutlich hinter seinen Erwartungen zurück. Ein die künftige Ausdehnung vorwegnehmendes Straßennetz aus zerbröckelnden asphaltierten Straßen und Sandpisten ist auch heute noch erkennbar, aber besiedelt wurde nur der Ortskern, der sich um den zentral gelegenen Park gruppiert. Satellitenfotos unterstreichen seinen Anspruch, flächenmäßig Kaliforniens drittgrößte Stadt zu sein. California City wurde am 10. Dezember 1965 gegründet. Man könnte dies als Beispiel einer gescheiterten Planstadt betrachten.
Das große Netz unfertiger Straßen hat sich inzwischen zu einem Treffpunkt für Off-Road-Biker und Geländewagenfahrer entwickelt.